# Franziska Bertels
Franziska Bertels (ur. 24 października 1986 w Arnstadt) – niemiecka bobsleistka, trzykrotna medalistka mistrzostw świata.

## Kariera
Największy sukces w karierze osiągnęła w 2016 roku, kiedy wspólnie z kolegami i koleżankami z reprezentacji zdobyła złoty medal w zawodach drużynowych na mistrzostwach świata w Igls. W tej samej konkurencji wywalczyła także srebrny medal podczas rozgrywanych rok wcześniej mistrzostw świata w Winterbergu. Ponadto na rozgrywanych w 2013 roku mistrzostwach świata w Sankt Moritz w parze z Sandrą Kiriasis wywalczyła brązowy medal w dwójkach. W zawodach Pucharu Świata zadebiutowała 3 grudnia 2010 roku w Calgary, zajmując piąte miejsce. Jak dotąd nie startowała na igrzyskach olimpijskich.